# Allocosa aurata
Allocosa aurata este o specie de păianjeni din genul Allocosa, familia Lycosidae. A fost descrisă pentru prima dată de Purcell, 1903. Conform Catalogue of Life specia Allocosa aurata nu are subspecii cunoscute.